# Liste der brasilianischen Hauptstädte
Die Liste der brasilianischen Hauptstädte behandelt alle Hauptstädte Brasiliens und der Bundesstaaten, Territorien und Bundesdistrikte. 

## HauptstädteBrasiliens
- Salvador da Bahia
  - 1549–1714 Hauptstadt Brasiliens (portugiesische Kolonie)
  - 1714–1763 Hauptstadt des Vizekönigreichs Brasiliens (portugiesisches Vizekönigreich)
- Rio de Janeiro
  - 1763–1815 Hauptstadt des Vizekönigreichs Brasiliens (portugiesisches Vizekönigreich)
  - 1815–1822 Hauptstadt des Königreichs Brasilien (Teil des Vereinigten Königreichs von Portugal, Brasilien und Algarve)
  - 1822–1889 Hauptstadt des Kaiserreichs Brasilien
  - 1889–1960 Hauptstadt der Vereinigten Staaten von Brasilien
- Brasília
  - 1960–1967 Hauptstadt der Vereinigten Staaten von Brasilien
  - seit 1967 Hauptstadt der Föderativen Republik Brasilien

## Hauptstädte der Provinzen und der Neutralen Stadt von 1822–1888

### Hauptstädte der Provinzen
- Aracaju (Provinz Sergipe, 1855 bis 1889)
- Alagoas (heute Marechal Deodoro) (Provinz Alagoas, bis 1839)
- Belém (Provinz Grão-Pará, bis 1850; Provinz Pará, seit 1850)
- Cuiabá (Provinz Mato Grosso, 1835 bis 1889)
- Curitiba (Provinz Paraná, 1853 bis 1889)
- Fortaleza (Provinz Ceará)
- Goiáz (heute Goiás) (Provinz Goiáz)
- Maceió (Provinz Alagoas, 1839 bis 1889)
- Manaus (bis 1856 Barra do Rio Negro) (Provinz Amazonas, 1850 bis 1889)
- Montevideo / Montevidéu (Cisplatina, bis 1825 bzw. 1828) 1825 als Uruguay für unabhängig erklärt, 1828 anerkannt
- Natal (Provinz Rio Grande do Norte)
- Niterói (Provinz Rio de Janeiro, 1834 bis 1889)
- Nossa Senhora do Desterro (heute Florianópolis) (Provinz Santa Catarina, bis 1889)
- Oeiras (Provinz Piauí, bis 1851)
- Olinda (Provinz Pernambuco, bis 1837)
- Ouro Preto (Provinz Minas Gerais, bis 1889)
- Paraíba (heute João Pessoa) (Provinz Paraíba, bis 1889)
- Porto Alegre (Provinz São Pedro do Rio Grande do Sul, bis 1889)
- Recife (Provinz Pernambuco, 1837 bis 1889)
- Rio de Janeiro (Provinz Rio de Janeiro, bis 1834)
- Salvador da Bahia (Provinz Bahia, bis 1889)
- São Cristóvão (Provinz Sergipe, bis 1855)
- São Luís (Provinz Maranhão, bis 1889)
- São Paulo (Provinz São Paulo, bis 1889)
- Teresina (Provinz Piauí, 1851 bis 1889)
- Vila Bela da Santíssima Trindade (Provinz Mato Grosso, bis 1835)
- Vitória (Provinz Espírito Santo, bis 1889)

### Hauptstadt der Neutralen Stadt
- Rio de Janeiro (Neutrale Stadt / Município Neutro, seit 1834)

## Hauptstädte der Bundesstaaten, des Territoriums und des Bundesdistrikts von 1889–1941

### Hauptstädte der Bundesstaaten
- Aracaju (Sergipe)
- Belém (Pará)
- Belo Horizonte (bis 1901 Cidade de Minas) (Minas Gerais, seit 1897)
- Cuiabá (Mato Grosso)
- Curitiba (Paraná)
- Florianópolis (bis 1894 Nossa Senhora do Desterro) (Santa Catarina)
- Fortaleza (Ceará)
- Goiânia (Goiáz, seit 1937)
- Goiáz (heute Goiás) (Goiáz, bis 1937)
- João Pessoa (bis 1930 Paraíba) (Paraíba)
- Maceió (Alagoas)
- Manaus (Amazonas)
- Natal (Rio Grande do Norte)
- Niterói (Rio de Janeiro)
- Ouro Preto (Minas Gerais, bis 1897)
- Porto Alegre (Rio Grande do Sul)
- Recife (Pernambuco)
- Salvador da Bahia (Baía)
- São Luís (Maranhão)
- São Paulo (São Paulo)
- Teresina (Piauí)
- Vitória (Espírito Santo)

### Hauptstädte des Territoriums
1904 bis 1912 wurde das Territorium Acre von den Präfekten der drei Departements Alto Acre, Alto Purus und Alto Juruá verwaltet, 1912 bis 1920 wurde es mit Alto Tarauacá von den Präfekten der vier Departements verwaltet. Ab 1921 gab es eine zentrale Verwaltung unter einem Gouverneur.
- Rio Branco (Acre, seit 1921)

### Hauptstadt des Bundesdistrikts
- Rio de Janeiro (Bundesdistrikt / Distrito Federal)

## Hauptstädte der Bundesstaaten, der Territorien und der Bundesdistrikte von 1942–1966

### Hauptstädte der Bundesstaaten
- Aracaju (Sergipe)
- Belém (Pará)
- Belo Horizonte (Minas Gerais)
- Cuiabá (Mato Grosso)
- Curitiba (Paraná)
- Florianópolis (Santa Catarina)
- Fortaleza (Ceará)
- Goiânia (Goiáz, bis 1943; Goiás, seit 1943)
- João Pessoa (Paraíba)
- Maceió (Alagoas)
- Manaus (Amazonas)
- Natal (Rio Grande do Norte)
- Niterói (Rio de Janeiro)
- Porto Alegre (Rio Grande do Sul)
- Recife (Pernambuco)
- Rio Branco (Acre, seit 1962)
- Rio de Janeiro (Guanabara, seit 1960)
- Salvador da Bahia (Baía, bis 1943; Bahia, seit 1943)
- São Luís (Maranhão)
- São Paulo (São Paulo)
- Teresina (Piauí)
- Vitória (Espírito Santo)

### Hauptstädte der Territorien
- Boa Vista (Rio Branco, 1943–62; Roraima, seit 1962)
- Fernando de Noronha (Fernando de Noronha, 1942–1988)
- Laranjeiras do Sul (Iguaçu, 1943–46)
- Macapá (Amapá, seit 1943)
- Ponta Porã (Ponta Porã (Territorium), 1943–46)
- Porto Velho (Guaporé, 1943–56; Rondônia, seit 1956)
- Rio Branco (Acre, bis 1962)

### Hauptstädte der Bundesdistrikte
- Brasília (Bundesdistrikt / Distrito Federal, seit 1960)
- Rio de Janeiro (Bundesdistrikt / Distrito Federal, bis 1960)

## Hauptstädte der Bundesstaaten, der Territorien und des Bundesdistrikts von 1967–1987

### Hauptstädte der Bundesstaaten
- Aracaju (Sergipe)
- Belém (Pará)
- Belo Horizonte (Minas Gerais)
- Campo Grande (Mato Grosso do Sul, seit 1979)
- Cuiabá (Mato Grosso)
- Curitiba (Paraná)
- Florianópolis (Santa Catarina)
- Fortaleza (Ceará)
- Goiânia (Goiás)
- João Pessoa (Paraíba)
- Maceió (Alagoas)
- Manaus (Amazonas)
- Natal (Rio Grande do Norte)
- Niterói (Rio de Janeiro, bis 1975)
- Porto Alegre (Rio Grande do Sul)
- Porto Velho (Rondônia, seit 1981)
- Recife (Pernambuco)
- Rio Branco (Acre)
- Rio de Janeiro (Guanabara, bis 1975; Rio de Janeiro, seit 1975)
- Salvador da Bahia (Bahia)
- São Luís (Maranhão)
- São Paulo (São Paulo)
- Teresina (Piauí)
- Vitória (Espírito Santo)

### Hauptstädte der Territorien
- Boa Vista (Roraima)
- Fernando de Noronha (Fernando de Noronha) offizielle Hauptstadt ist die ganze Insel Fernando de Noronha, der einzige Ort auf der Insel ist Vila dos Remedios
- Macapá (Amapá)
- Porto Velho (Rondônia, bis 1981)

### Hauptstadt des Bundesdistrikts
- Brasília (Bundesdistrikt / Distrito Federal)

## Hauptstädte der Bundesstaaten und des Bundesdistrikts seit 1988

### Hauptstädte der Bundesstaaten
- Aracaju (Sergipe)
- Belém (Pará)
- Belo Horizonte (Minas Gerais)
- Boa Vista (Roraima)
- Campo Grande (Mato Grosso do Sul)
- Cuiabá (Mato Grosso)
- Curitiba (Paraná)
- Florianópolis (Santa Catarina)
- Fortaleza (Ceará)
- Goiânia (Goiás)
- João Pessoa (Paraíba)
- Macapá (Amapá)
- Maceió (Alagoas)
- Manaus (Amazonas)
- Miracema do Tocantins (Tocantins, 1. Januar – 31. Dezember 1989)
- Natal (Rio Grande do Norte)
- Palmas (Tocantins, seit 1990)
- Porto Alegre (Rio Grande do Sul)
- Porto Velho (Rondônia)
- Recife (Pernambuco)
- Rio Branco (Acre)
- Rio de Janeiro (Rio de Janeiro)
- Salvador da Bahia (Bahia)
- São Luís (Maranhão)
- São Paulo (São Paulo)
- Teresina (Piauí)
- Vitória (Espírito Santo)

### Hauptstadt des Bundesdistrikts
- Brasília (Bundesdistrikt / Distrito Federal)